# Cyrtandra gillettiana
Cyrtandra gillettiana är en tvåhjärtbladig växtart som beskrevs av Brian Laurence Burtt. Cyrtandra gillettiana ingår i släktet Cyrtandra och familjen Gesneriaceae. Inga underarter finns listade i Catalogue of Life.